# ウォリアーズ (1979年の映画)
『ウォリアーズ』（The Warriors）は、1979年制作のアメリカ映画。ウォルター・ヒル、フランク・マーシャルの初期の作品。ソル・ユーリックの同名小説を原作にしている。

## 概要
ウォルター・ヒルが作ったアメリカ中を驚かせた問題作。ニューヨークのスラム街のストリートギャング達がひたすら逃げるその姿に、アメリカ中の若者はドラッグを片手に熱狂した。サンフランシスコ・ニューヨークにおいて、10代のストリートギャングによる殺人事件まで起こった。しかも、実際にサウスブロンクスで抗争事件まで起こしてしまった。その結果、映画館によっては厳重な警備が施されるところも出てきた。当時は、落書きされた地下鉄、ゴミが散らかっているストリート等があり、全員無名のスター達がこの映画により成功を掴んだ。

## ストーリー
真夏の夜のニューヨーク。街のいたるところにいる異様な風体のギャングチームがブロンクスの公園に集結しようとしていた。ギャングの実力者でギャングチーム「リフス」のリーダーでもあるサイラス（ロジャー・ヒル）の召集を受け、大規模な集会が行なわれるのである。ブルックリン・コニーアイランドを縄張りとする「ウォリアーズ」のメンバーも、その集会に参加した。
壇上に上がったサイラスが6万の兵力で2万の警察官を制しニューヨークを手中にしようという演説中に銃殺されてしまう。大混乱に陥ったギャングチームの若者たちに向けて「ローグス」のリーダーであるルーサー（デヴィッド・パトリック・ケリー）が、サイラスの死体のそばにいた「ウォリアーズ」が犯人であると叫んだ。実の犯人は当のルーサーなのだが「ウォリアーズ」に濡れ衣を着せたのだった。
復讐に燃える「リフス」は「ウォリアーズ」のメンバーに血の粛清を行うことを宣言、集会場所であるブロンクスから地元のコニー・アイランドへ帰ろうとする「ウォリアーズ」を狙う。さらにDJ番組を聞いて事件を知った他のグループたちが名を高めようと追討に立ち上がる。
各ギャングチームの追撃をかわしながらの闘争が始まった。

## 登場人物
※括弧内は日本語吹替（日本テレビ版）。

### ウォリアーズのメンバー
スワン（Swan）
演 - マイケル・ベック（富川澈夫）
本編の主役。冷静沈着なウォリアーズのサブリーダー。クリオンが捕まった後は彼の言付けに従ってリーダーとなり、残りのメンバーをまとめ上げる。 行きずりに付いてきたマーシーの事を良く思っていなかったが、やがて恋仲となる。最後は様々な困難を乗り越えて仲間たちと共にコニーアイランドへ帰り着き、待ち構えていたローグスのルーサーと闘った。
エイジャックス（Ajax）
演 - ジェームズ・レマー（伊武雅刀）
過激な性格で腕っ節も強く、暫定的にリーダーになったスワンに反抗的な態度をとる。喧嘩の場面になると頼もしく、仲間を守るために危険をおかすことも。最後は警察のおとり捜査に引っかかり逮捕される。
フォックス（Fox）
演 - トーマス・G・ウェイツ（クレジットなし）（樋浦勉）
スワンの右手で口が達者な男。沈黙の中でサイラスを殺したルーサーを目撃した唯一のメンバー。96丁目駅で警官の襲撃を受けた際、マーシーを庇って警察と縺れ合い線路に落ちた。
クリオン（Cleon）
演 - ドーシー・ライト（玄田哲章）
ウォリアーズのリーダー。クーフィーヤのように巻いたヒョウ柄のバンダナがトレードマーク。サイラスから集会の招待を受け、8人のメンバーを連れてブロンクスへと向かう。サイラスが殺された際、ルーサーに濡れ着を着せられリフス達にリンチされる。また、海外版に収録されている未公開シーンでは黒人の恋人(リンカーン)がいる事が明かされた。
スノウ（Snow）
演 - ブライアン・タイラー（千田光男）
アフロヘアーがトレードマークの黒人。フューリーズを倒した後、エイジャックスの事が気になりカウボーイと2人で見に行くが、すでに遅かった。
コチーズ（Cochise）
演 - デヴィッド・ハリス（沼沢健）
アメリカ先住民風のアクセサリーに身を包んだ黒人。軽い性格で、ヴァーミン、レンブラントと共に96丁目駅の襲撃を逃れ、合流地点のユニオンスクエア駅にいち早く辿り着くが、他のメンバーを待つ間にナンパに勤しんでいた。
カウボーイ（Cowboy）
演 - トム・マッキターリック（二又一成）
名前の通りカウボーイハットを被っているのがトレードマーク。フューリーズに倒され、エイジャックスに助けられた時に「あいつには借りがある」と言ってスノウと行くが、エイジャックスは既に捕まってしまった。
レンブラント
演 - マルセリーノ・サンチェス（塩屋翼）
タギングを担当する、アフロヘアのヒスパニック系青年。集会に参加したウォリアーズメンバーの中では最も若手で、周囲から揶揄われている。
ヴァーミン
演 - テリー・マイコス（石丸博也）
軽口が多い丸顔の白人。コチーズと同じく軽い性格で、合流地点のユニオンスクエア駅でナンパに勤しむ。
マーシー
演 - デボラ・ヴァン・フォルケンバーグ（小宮和枝）
最初に遭遇したオーファンズの周辺人物だったが、ウォリアーズに興味を持ち、一緒に逃亡する事となる。

### ギャング
サイラス
演 - ロジャー・ヒル（納谷六朗）
リフスのリーダー。ストリートギャングの大同盟によるニューヨークの支配を目論むが、その演説の最中ルーサーによって射殺される。
マサイ
演 - デニス・グレゴリー
リフスのサブリーダーでサングラスをかけている黒人男性。サイラスの死後、リフスのリーダーを勤める。
リフスのメンバー
演 - エドワード・ソワー
ルーサー
演 - デヴィッド・パトリック・ケリー（安原義人）
ローグスのリーダーで、サイラス殺害の犯人。警察の手入れによる混乱に紛れて、ウォリアーズに罪を着せる。町の混沌と殺しを楽しむ狂気に満ちた性格の持ち主で、素手で決闘を申し込んだスワンに対して躊躇なく銃を向ける卑劣漢。
サリー
演 - ポール・グレコ
オーファンズのリーダー。緑色のシャツがトレードマーク。
フューリーズのリーダー
演 - ジェリー・ヒューイット
フューリーズのリーダー。
フューリーズのメンバー
演 -スティーブ・ジェームス、ビル・アナグノス
ベースボール・フューリーのメンバー。
リジーズのリーダー
演 - ケイト・クルーグマン
リジーズのリーダー。拳銃を所持している。
パンクスのリーダー
演 - コンラッド・シーハン
パンクスのリーダー。ローラースケートを履いているのがトレードマーク。ウォリアーズとの決戦の際、ローラーシューズがトイレの扉を突き破って抜けなくなり、カウボーイに倒される。彼が所持していた折りたたみナイフは後にスワンとルーサー戦に使用された。
パンクスのメンバー
演 - クレイグ・R・バクスリー
パンクスのメンバー。パンクスのメンバーとして出演したバクスリーはスタントコーディネーターと監督として活躍し、映画『スティール』の公開前に撮影現場で事故死したスタントマンのAJ・バクナスも同様に出演している。

### その他
DJ
演 - リン・シグペン（此島愛子）
リフスの布告をニューヨーク中に流す、深夜ラジオのDJ。劇中では口元しか映らないが、黒人女性であることが分かる。
女性覆面捜査官
演 - マーセデス・ルール
警察官
演 - アーウィン・キーズ、ソニー・ランダム
警察官。手錠にかけられたエイジャックスを逮捕した。
店の従業員
演 - ジニー・オルティス
店の女性従業員。金を払わなかったルーサーに商品を投げつけられた。
ガソリンスタンドの従業員
演 - ジョン・スナイダー
ガソリンスタンドの従業員。
リンカーン
演 - パメラ・ポワチエ
クリオンの恋人。劇場版から削除されたが、テレビ放送で復活した。海外版に収録されている未公開シーンで彼女の姿を観る事ができる。リンカーンを演じたパメラ・ポワチエの父は俳優のシドニー・ポワチエ。
日本テレビ版初回放送 - 1982年4月21日『水曜ロードショー』※U-NEXTで配信

## 登場したギャング
- THE WARRIORS(ウォリアーズ)

コニーアイランドを縄張りとする、赤い革のベストがトレードマークの集団。リフスの招集を受けて、代表9人で集会へ向かう。リーダーはクリオン。
- ROGUES(ローグス)

黒革のベストとモーターサイクルキャップがトレードマークの集団。リーダーはルーサー。
- TURNBULL AC´S(ターンブル エーシーズ)

スキンヘッドがトレードマークの集団。メンバーは100人以上いると言われ、2台のバスにメンバーを乗せてウォリアーズを追う。
- ORPHANS(オーファンズ)

緑のTシャツがトレードマークの集団。メンバーは30人以上いると言われている。他のグループからは三流のチンピラと評されており、リフスの集会にも呼ばれていなかった。
- BASEBALL FURIES(ベースボール フューリーズ)

野球のユニフォームとペイントメイクがトレードマークの集団。字幕では「フーリーズ」と表記される。丸腰のウォリアーズに対し、バット片手に大人数で襲撃をかけるが、スワン、エイジャックス、スノウの奮戦により敗れる。
- THE LIZZIES(リジーズ)

メンバー全員が女性のギャング団。一見、普通の女性に見えるが、実は危険な集団である。ユニオンスクエア駅周辺を縄張りとするパンクスとは同盟関係にある。
- THE PUNKS(パンクス)

青のつなぎがトレードマークの集団。大柄の者が多い。同じくユニオンスクエア駅周辺を縄張りとするリジーズとは同盟関係にある。
- GRAMERCY RIFS(グラマシー リフス)

ニューヨークで最も力があるストリートギャング。リーダーはサイラス。サイラスの死後は、サブリーダーのマサイがリーダーとなる。メンバーは100人以上おり、道着やガウンを着ている。
- HURRICANES（ハリケーンズ）

ソフト帽がトレードマークの集団。登場したのは集会のみ。
- BOPPERS(ボッパーズ)

メンバー全員が黒人で、紫のベストと帽子がトレードマークの集団。登場したのはオープニングから集会までのみ。
- HI-HATS(ハイハッツ)

黒いシルクハットにボーダー柄の赤い服、ピエロの様な白いメイクという、マイムアーティストのような服装がトレードマークの集団。登場したのはオープニングと集会までのみ。
- ELECTRIC ELIMINATORS(エレクトリック エリミネーターズ)

チームのマークが背中に入った黄色のジャンパーがトレードマークの集団。登場したのはオープニングと集会のみ。
- SAVAGE HUNS(サベージ ハンズ)

メンバー全員がアジア系で、緑の服とモンゴル風の帽子がトレードマーク。登場したのはオープニングから集会のみ。
- MOONRUNNERS（ムーンランナーズ）

チームのマークが背中に入った銀のジャンパーがトレードマークの集団。登場したのはオープニングと集会のみ。
- SARACENS（サラセンズ）

縁取りが白い黒タンクトップがトレードマークの集団。登場したのはオープニングと集会のみ。
- SATANS MOTHERS（サタンズマザーズ）

サタンをモチーフにしたチームマークが背中に入った黒いベストがトレードマークの集団。登場したのは集会のみ。
- JONES STREET BOYS（ジョーンズ・ストリート・ボーイズ）

黒と黄色の縞模様の長袖シャツがトレードマークの集団。登場したのは集会のみ。
- VAN CARTLANDT PAMGERS

白と黒の縞模様のシャツがトレードマークの集団。登場したのは集会のみ。
- BOYLE AVENUE RUNNERS

縁取りが赤い黒タンクトップがトレードマークの集団。登場したのはオープニングと集会のみ。
- GLADIATORS

黒のノースリーブシャツがトレードマークの集団。登場したのはオープニングと集会のみ。
- PANZERS（パンサーズ）

メンバーは全員黒人で、迷彩服がトレードマーク。登場したのはオープニングからリフスがウォリアーズを捕まえるソングを聴いている所のみ。

## 他メディア展開

### ゲーム
2005年ザ・ウォーリアーズがRockstar Gamesにてゲーム化してPSP、プレステーシション2、Xboxにて発売。日本版は未発売だが、PSP版ではプレイ可能。ウォリアーズ結成からサイラス殺しの話が明らかにされる。

### ビデオ・DVD
日本のDVD版は、2005年8月19日に発売。海外版には未公開シーンが収録されているが、日本版には収録されていない。

### 小説
- 1965年のソル・ユーリックの小説版は夜の戦士たちと言うタイトルで発売。

## エピソード
- 撮影中の安全のため、あるストリート・ギャングをボディガードとして一日500ドルで雇ってまでオールロケをしていた。
- ブロンクスの大集会シーンの撮影では、1000人の実際のストリート・ギャングのエキストラを動員して撮影された。
- ちなみにカウボーイの役を演じたトム・マッキターリックはロバート・デ・ニーロにオファーされていた事がある。
- スワン役のマイケル・ベックが警官の足元にバットを放り投げるシーンで、誤ってマーシー役のデボラ・ヴァン・フォルケンバーグの顔面に直撃させてしまい、デボラが病院に行くはめになった（デボラの顔には傷があり、その傷跡は今も残っている）。
- 男子トイレでのパンクスとの喧嘩シーンで5日間増やされていた。
- 本作はわずか3万6000ドルの予算で、1978年にオールロケーションで60日間で撮影された（セット撮影は男子トイレでの喧嘩シーンのみ）。
- 当時、ウォルターはウォリアーズのメンバーをオール黒人キャストにしようと提案したが、製作者が「白人と混合のグループ構成にした方がいい」とアドバイスしたという。
- DJの役を演じたリン・シグペンは女優だけでなく、歌手と舞台女優として活躍した事があり、1997年に「AN AMERICAN DAUGHTER」でトニー賞受賞。しかし、2003年3月12日に原因不明の病により54歳で死去。2003年4月11日に公開された『N.Y.式ハッピー・セラピー』は彼女の遺作。
- アニメーション「ザ・シンプソンズ」シーズン25・14話「老人ホーマー」（"The Winter of His Content"）には、この映画のパロディシーンがある。
- オーファンズのサリーの役を演じたポール・グレコは後に数々の映画出演を果たし、1992年にチャンバワンバのベースとして加入。1999年脱退。しかし、2008年12月17日に肺癌のため53歳で死去。2003年に公開されたベルンの奇蹟は彼の最後の出演だった。
- ローグスのルーサーの役を演じたデヴィッド・パトリック・ケリーは後に数々の映画出演を果たし活躍した。俳優だけでなく、正道空手の黒帯で太極拳にも精通している。またギタープレイヤーとしての腕もあり、CD化されたこともある。近年ではTVドラマで活躍している。
- 本作を日本公開前にアメリカで観た東映の岡田茂社長（当時）が、「ああいう新しい形の若者映画を日本でも作ろう、1980年代を先取りした衝撃的な青春映画を一発打ち出してみよう」と石井輝男に指示して『暴力戦士』という映画を製作している[4][5]。
- レンブラントの役を演じたサンチェスはウォリアーズ出演後、様々な映画やドラマを出演。1980年代に放送された3-2-1 Contactという子供向け番組に出演し、ドラマを中心に出演を果たしていたが、1986年11月21日に28歳でハリウッドの自宅でエイズにより死去。1985年に放送された番組CBSスクールブレイクスペシャルジェシー「クラス間の戦争」（シーズン3、エピソード1）が最後の出演となった。
- クリオンを演じたライトは映画やドラマ以外に声優を勤めRockstar Gamesで発売されたThe Warriorsとグランド・セフト・オートVの声優を勤めた。現在、ニューヨーク交通局で働いており、テレビやラジオのCMのナレーションを担当している。
- 2006年サイラスを演じたロジャー・ヒルは、彼の許可なしに「自身の声と姿が無断使用された」と声と描写をゲーム内で使用したとして、肖像権を主張しテイクツー・インタラクティブ（ロックスター・ゲームス）に対して250,000米ドル（インフレ調整後は336,043.25ドル）の訴訟を起こした。彼は、ゲームの収益が3,700万ドル(インフレ調整後は4,973万4,400.79ドル)だったので、テイクツーが支払うのは難しくなかったと主張した。これに対してテイクツー・インタラクティブは、肖像権の使用は映画のライセンス契約に含まれると釈明。しかし、決着が付かないまま、ヒルは2014年2月に65歳で心臓発作で死去。